# Tiefenellern

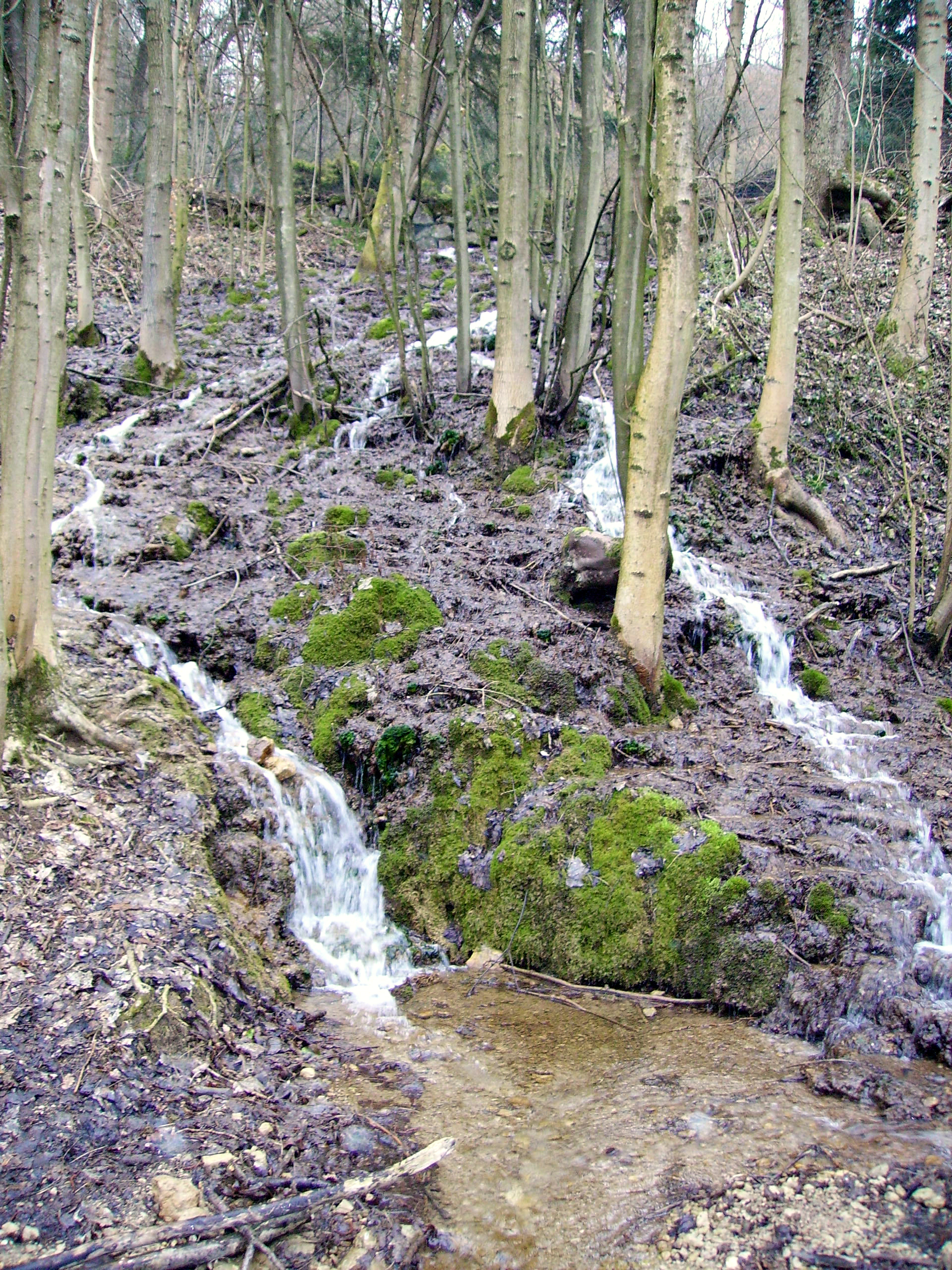
Schneeschmelze am Ellerbach

Tiefenellern ist ein Gemeindeteil der Gemeinde Litzendorf im oberfränkischen Landkreis Bamberg in Bayern.

## Lage
Das Dorf liegt am Anfang des Ellertales am Ellerberg, dem Aufstieg zur Fränkischen Schweiz. Nachbarorte sind Lohndorf, Neudorf, Herzogenreuth und Laibarös.

## Geschichte
Das Dorf ist bei Archäologen wegen der Jungfernhöhle, eines steinzeitlichen Kultplatzes im Wald, bekannt.
Ein Ort namens „Elern“ wurde bereits in einer Urkunde aus dem Jahr 1137 erwähnt. Dabei könnte es sich um Burgellern handeln. Die Orte Tiefenellern und Hohenellern wurden erstmals im Jahr 1308 erwähnt, als Friedrich von Truhendingen sie zusammen mit anderen Besitztümern an das Bistum Bamberg abtrat.
Am 1. Mai 1978 wurde die Gemeinde Tiefenellern, zu der keine weiteren Gemeindeteile gehörten, aufgelöst und im Zuge der Gemeindegebietsreform nach Litzendorf eingegliedert.

## Sehenswürdigkeiten
Zu den Sehenswürdigkeiten des Dorfs zählen die Jungfernhöhle und der Ellerberg. Auf den Serpentinen des Ellerbergs fanden in den 1960er und 1970er Jahren Auto- und Motorradrennen statt. Beherrscht wird das Dorfbild vom Eulenstein (auch Eulenwand, im Dialekt: Eulnstaa).
Sehenswert ist die 1994 entstandene Fränkische Straße der Skulpturen zwischen Tiefenellern und dem Nachbardorf Lohndorf.

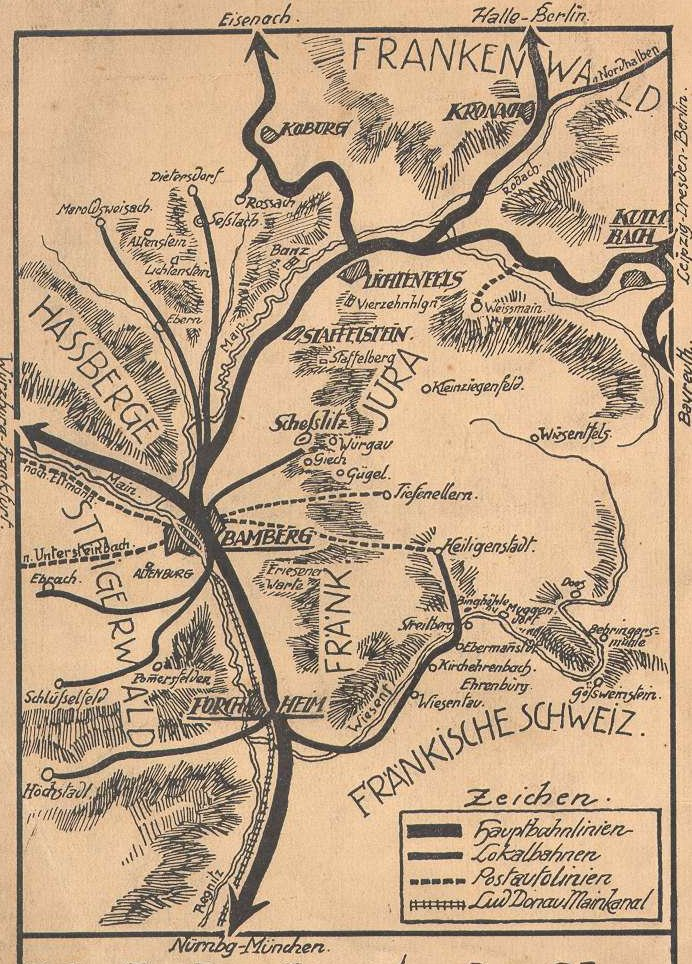
Verkehrskarte aus dem Jahr 1912 mit Tiefenellern in der Mitte
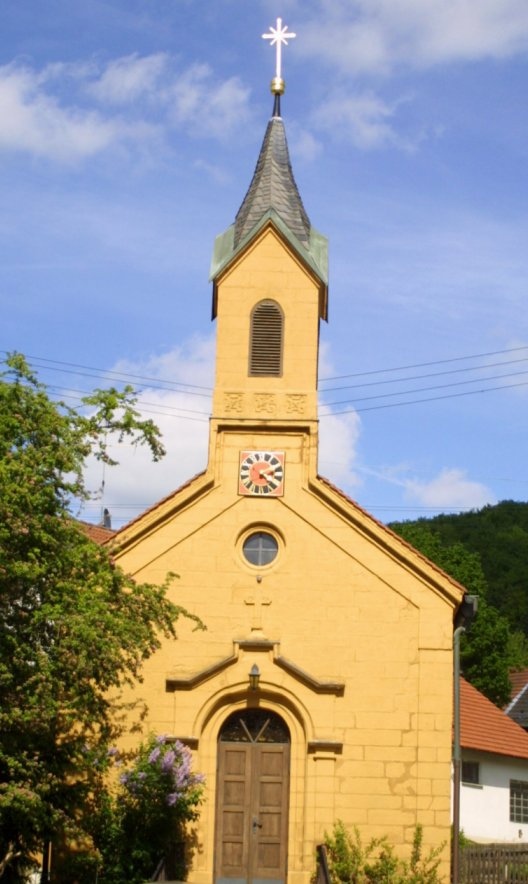
Kapelle von Tiefenellern
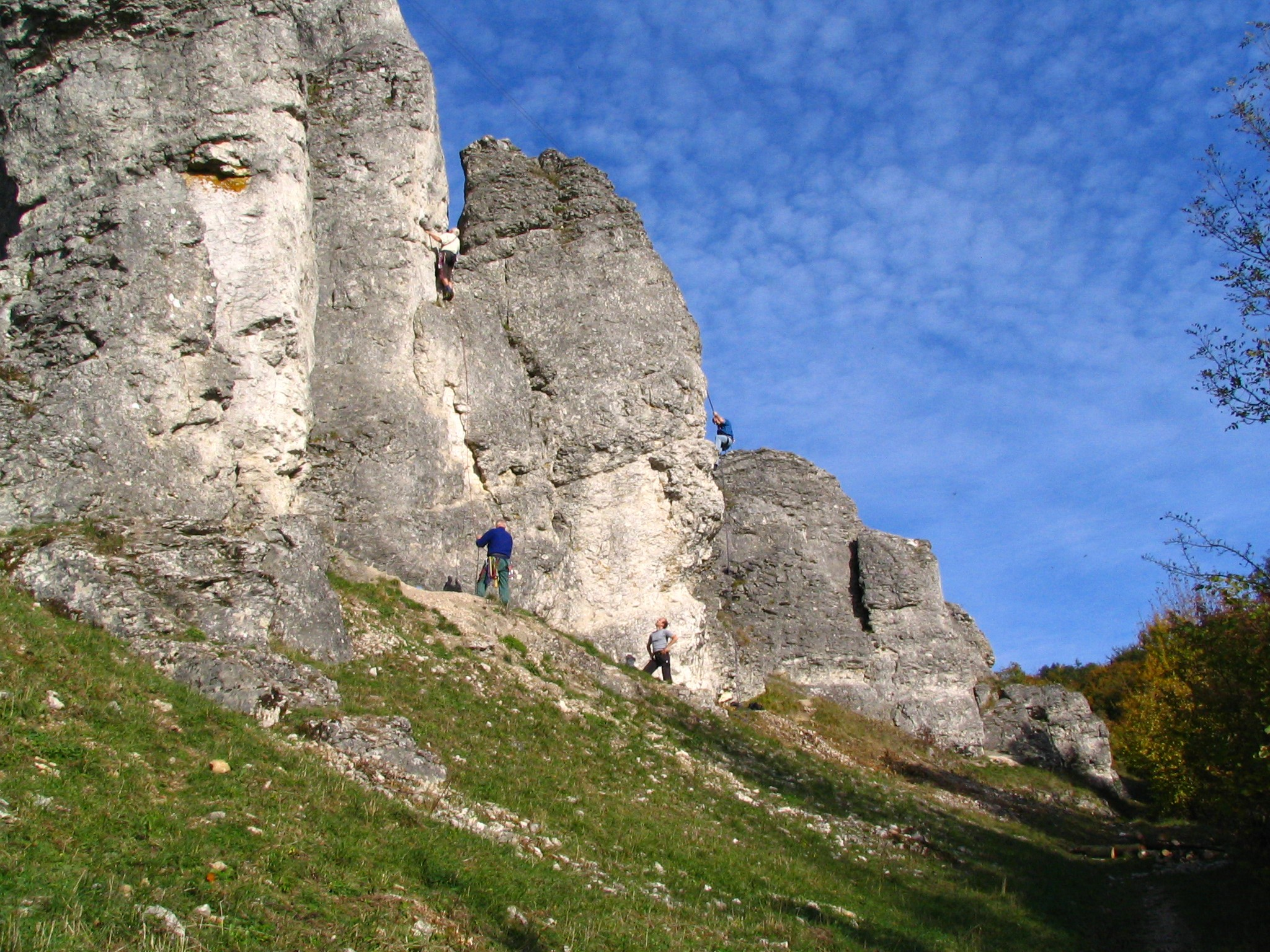
Eulenwand bei Tiefenellern, 49° 55′ 17,2″ N, 11° 4′ 58,5″ O
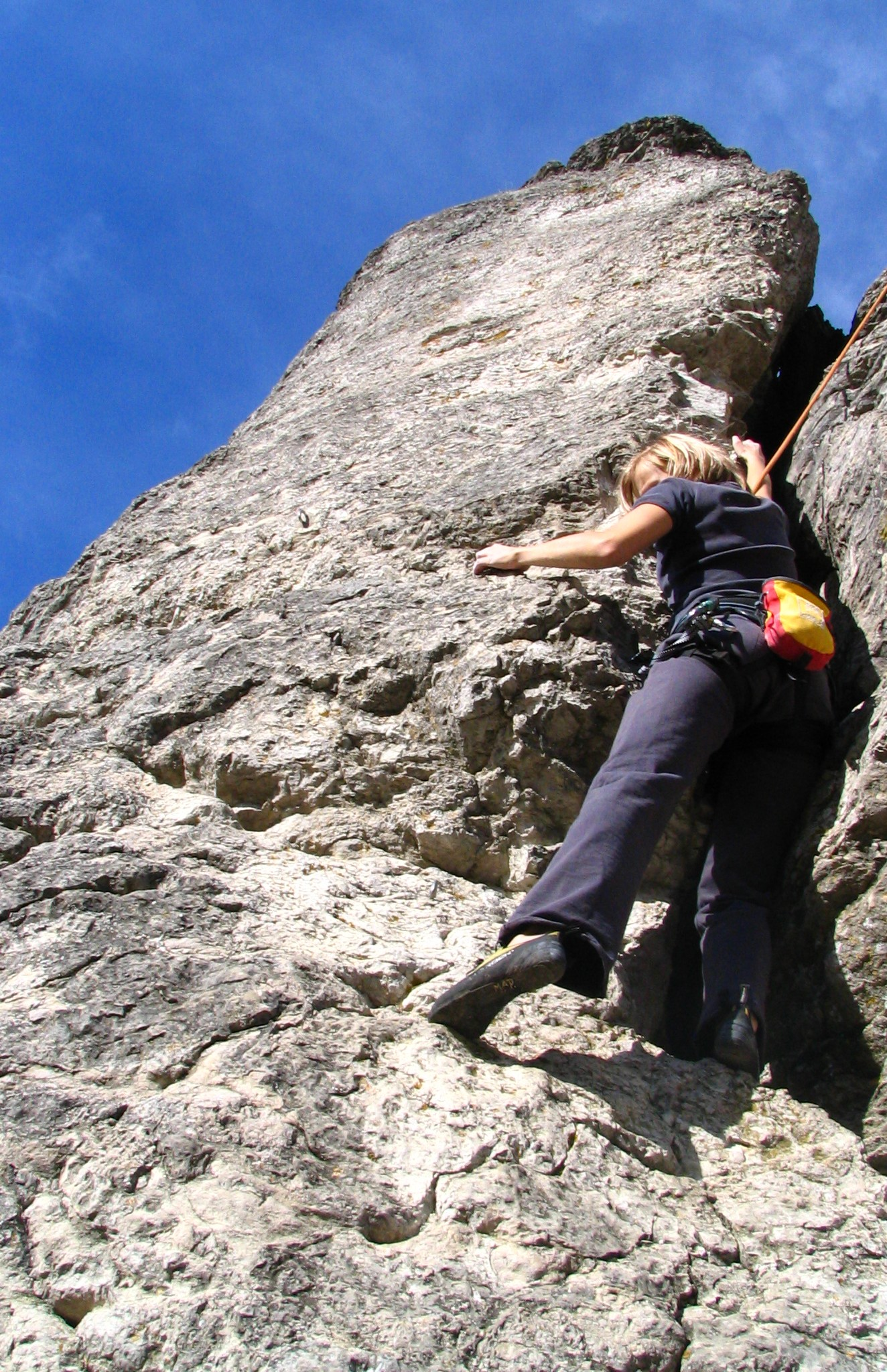
Klettern an der Eulenwand bei Tiefenellern
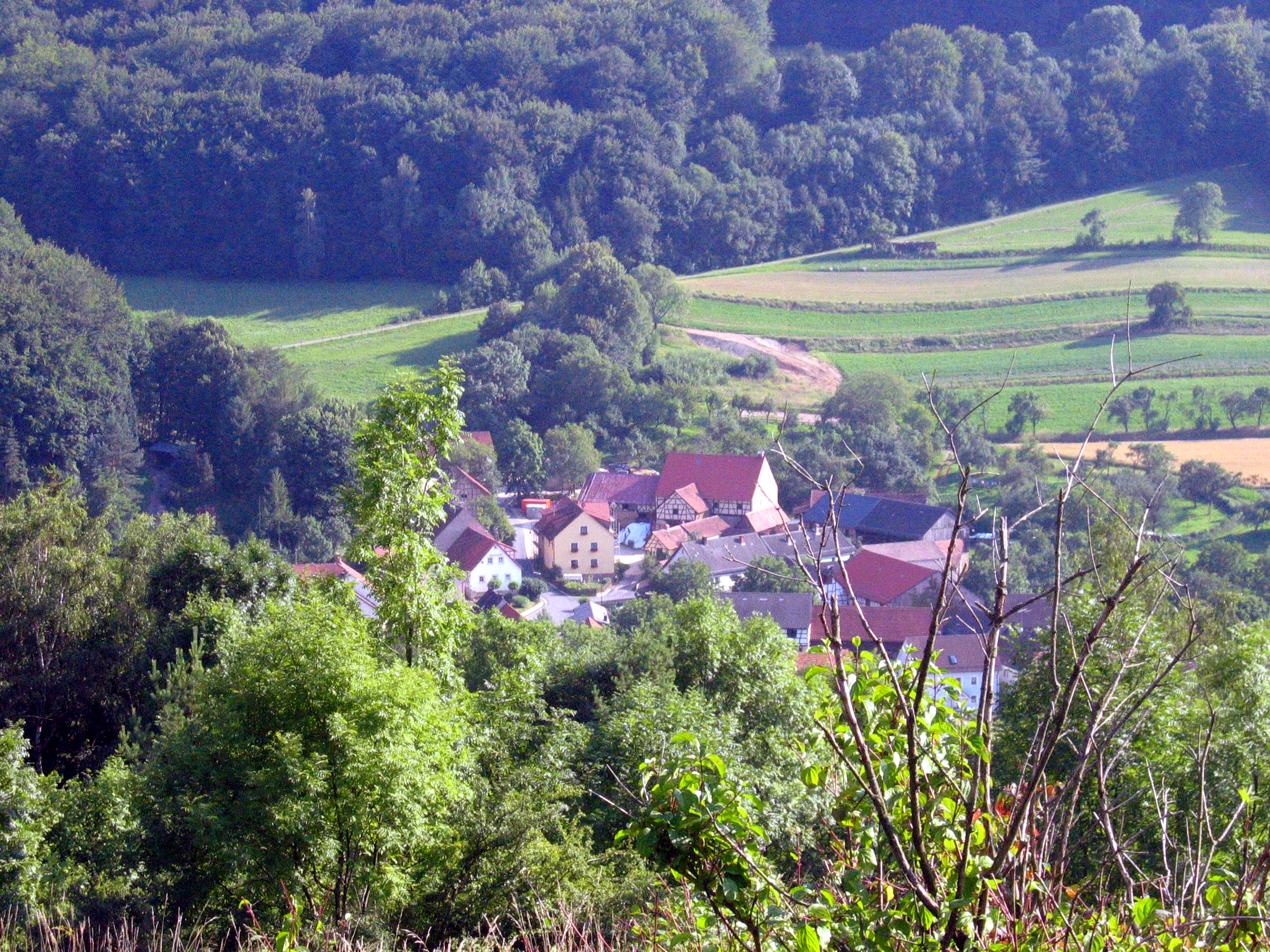
Tiefenellern vom Hohen Rain („Höh Ranga“)
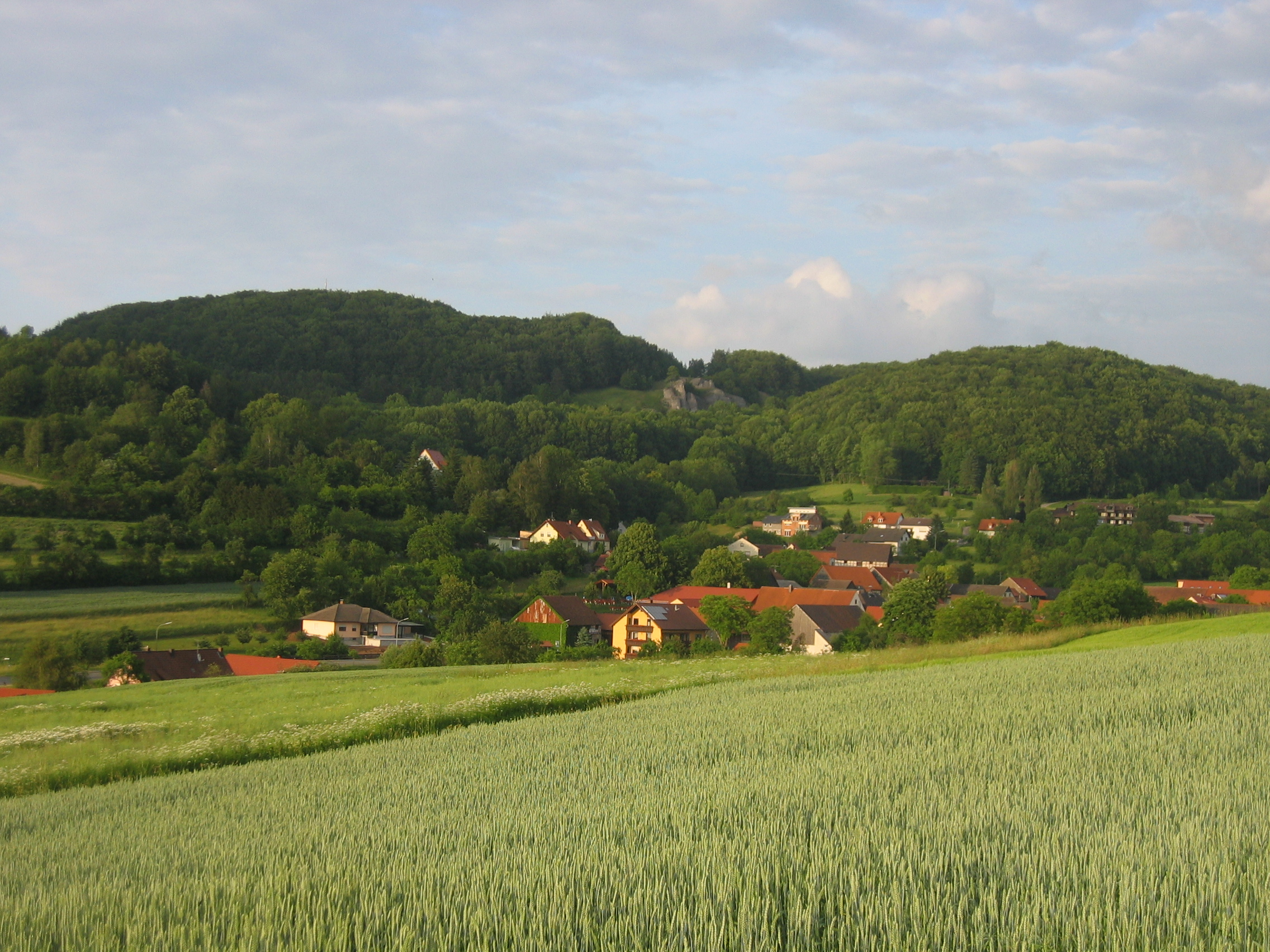
Tiefenellern mit dem Eulenstein
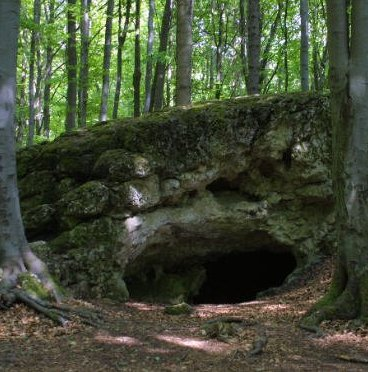
Jungfernhöhle

## Wirtschaft
Im Ort ist die mittelständische Brauerei Hönig ansässig.